# Johannes Mangon
Johannes Mangon (vers al 1525 probablement a Lieja - mort el 1578 a Aquisgrà) va ser un compositor, cantant i director de banda francoflamenc del Renaixement.

## Viure i actuar
Johannes Mangon va rebre la seva primera formació musical com a duodè a l'escola de cant (schola cantorum) de la parròquia de Saint Martin-en-Mont de Lieja, motiu pel qual se suposa que va néixer en aquesta ciutat. Va continuar els seus estudis en aquesta escola després que se li trenqués la veu; També hi podria haver estat alumne de Jean de Latre. Va treballar com a suc-sordor a l'església d'allà des de 1562 fins a 1570. Durant aquest temps, potser va dirigir el cor de la catedral d'Aquisgrà durant un temps, ja que la còpia de la seva missa "Ne ascondas me" a Choir Book I es va fer sens dubte abans del 31 d'octubre de 1567. Hi ha constància de la seva activitat com a director d'aquest cor des del 1572 fins al 1577. El seu nom ja no figura a les llistes de factures del capítol de la catedral d'Aquisgrà a partir del 1579, motiu pel qual se suposa que el compositor va morir el 1578, quan un una gran epidèmia de pesta s'estava activa a Aquisgrà, matant milers de ciutadans que van ser víctimes. Va ser enterrat amb ells en una de les fosses comunes prop de l'actual Münsterplatz.

## Significat
Les obres supervivents de Johannes Mangon s'inclouen en tres llibres del cor de la catedral d'Aquisgrà i consisteixen exclusivament en música vocal sacra. La majoria de les 19 misses són misses paròdiques basades en models de Jacobus Clemens non Papa, Pierre Sandrin, Thomas Crécquillon i Orlando di Lasso. El Rèquiem, que també s'inclou a les col·leccions, mostra una estreta proximitat estilística amb la tradició alemanya. Dins de tota la seva obra tenen més importància els 45 motets. El compositor deixa clar el seu especial interès pel disseny de la melodia i la intensitat de l'expressió, però encara presta atenció a l'estabilitat de la forma i la claredat del contrapunt. La influència d'Orlando di Lasso és inconfusible, però el model dels motets de Clemens non Papa també surt per si mateix. A més de les seves pròpies obres, els llibres corals esmentats també contenen els d'altres compositors de la seva època, com Clemens non Papa, Johannes de Cleve, Orlando di Lasso i Franciscus de Rivulo.
Al segle XIX, va ser el posterior mestre de capella de la catedral d'Aquisgrà, Heinrich Böckeler, qui va agafar les obres completes de Johannes Mangon, que es van crear d'acord amb el calendari de festes de la catedral d'Aquisgrà, i va intentar reinterpretar-la (edició de la Missa in summis festis), publicat Aquisgrà el 1862). El 1959, el prelat i director musical de la catedral Rudolf Pohl va escriure un treball musicològic sobre les obres corals de Mangon, després va desenvolupar, comentar i publicar noves edicions (publicades entre 1998 i 2000) i organitzar actuacions i enregistraments.

## Obra
Per la seva llarga llista d'obres, aneu al seu arxiu de la Viquipèdia alemanya.